# Opičje sedlo
Opičje sedlo je ploskev, definirana z enačbo
{\displaystyle z=x^{3}-3xy^{2}\,}.
Parametrična oblika ploskve je
{\displaystyle x(u,v)=au}
{\displaystyle y(u,v)=av}
{\displaystyle z(u,v)=a(u^{3}-3uv^{2})}
Ploskev spada v skupino sedlastih ploskev. Njeno ime izhaja iz oblike, ki spominja na sedlo za opice, ki bi naj imelo tri vdrtine (znižanja): dve za noge in eno za rep. Da bi to spoznali, pišimo enačbo za z z uporabo kompleksnih števil kot 
{\displaystyle z(x,y)=\operatorname {Re} (x+iy)^{3}}.
Iz tega sledi, da je z(tx,ty) = t³ z(x,y) za t ≥ 0. Tako je ploskev določena z vrednostjo z na enotskem krogu. S parametrizacijo z eiφ kjer je φ ∈ [0, 2π), vidimo, da ima na enotskem krogu z(φ) = cos 3φ vrednost za z tri vdrtine. Če zamenjamo 3 s poljubnim celim številom k ≥ 1, lahko kreiramo sedlo s k vdrtinami.

## Gaussova ukrivljenost
Gaussova ukrivljenost ploskve opičje sedlo je
{\displaystyle {36(u^{2}+v^{2}) \over {a^{2}(9(u^{2}+v^{2})+1)^{2}}}}.

## Srednja ukrivljenost
Srednja ukrivljenost je enaka
{\displaystyle {27u(u^{2}-3v^{2})(u^{2}+v^{2}) \over a(9(u^{2}+v^{2})^{2}+1)^{3/2}}}.